# Esbjerg fB
Esbjerg forenede Boldklubber – duński klub piłkarski z siedzibą w portowym mieście Esbjerg w zachodniej Jutlandii.

## Historia
Założony w 1924 klub Esbjerg fB największe sukcesy odnosił w latach 60., kiedy czterokrotnie zdobywał mistrzostwo Danii i występował w rozgrywkach o Puchar Europy Mistrzów Krajowych. W ostatnich latach największymi sukcesami była I runda Pucharu UEFA i zdobycie Pucharu Danii w sezonie 2012/2013. W sezonie 2019/2020 klub spadł do 1. division, natomiast w sezonie 2021/2022 do 2. division. W 2024 Esbjerg powrócił do 1. division.

## Sukcesy
- mistrzostwa Danii:
  - mistrzostwo (5): 1961, 1962, 1963, 1965, 1979
  - wicemistrzostwo (3): 1956, 1968, 1978

- Puchar Danii w piłce nożnej
  - zwycięstwo (3): 1964, 1976, 2013
  - finał (6): 1957, 1962, 1978, 1985, 2006, 2008

## Europejskie puchary
Legenda do wszystkich tabel:
- Q – runda eliminacyjna, 1/16, 1/8, 1/4, 1/2 – odpowiednia faza rozgrywek, Grupa – runda grupowa, 1r gr – pierwsza runda grupowa, 2r gr – druga runda grupowa, F – finał, R – runda, PO – play-off
- k. – rzuty karne, los. – losowanie, Dogr. – dogrywka, w. – zasada bramek strzelonych na wyjeździe

| Sezon   | Rozgrywki                 | Runda   | Przeciwnik          | Dom | Wyjazd | Ogólnie     |
| ------- | ------------------------- | ------- | ------------------- | --- | ------ | ----------- |
| 1962/63 | Puchar Europy             | Q       | Linfield            | 0–0 | 2–1    | 2–1         |
| 1962/63 | Puchar Europy             | 1/8     | Dukla Praga         | 0–0 | 0–5    | 0–5         |
| 1963/64 | Puchar Europy             | Q       | PSV Eindhoven       | 3–4 | 1–7    | 4–11        |
| 1964/65 | Puchar Zdobywców Pucharów | 1R      | Cardiff City        | 0–0 | 0–1    | 0–1         |
| 1966/67 | Puchar Europy             | 1R      | Dukla Praga         | 0–2 | 0–4    | 0–6         |
| 1976/77 | Puchar Zdobywców Pucharów | 1R      | Bohemians           | 0–1 | 1–2    | 1–3         |
| 1978/79 | Puchar UEFA               | 1R      | IK Start            | 1–0 | 0–0    | 1–0         |
| 1978/79 | Puchar UEFA               | 2R      | Kuopion Palloseura  | 4–1 | 2–0    | 6–1         |
| 1978/79 | Puchar UEFA               | 1/8     | Hertha BSC          | 2–1 | 0–4    | 2–5         |
| 1979/80 | Puchar UEFA               | 1R      | Zbrojovka Brno      | 1–2 | 0–6    | 1–8         |
| 1980/81 | Puchar Europy             | 1R      | Halmstads BK        | 3–2 | 0–0    | 3–2         |
| 1980/81 | Puchar Europy             | 1/8     | Spartak Moskwa      | 2–0 | 0–3    | 2–3         |
| 2003/04 | Puchar UEFA               | Q       | FC Santa Coloma     | 5–0 | 4–1    | 9–1         |
| 2003/04 | Puchar UEFA               | 1R      | Spartak Moskwa      | 1–1 | 0–2    | 1–3         |
| 2004    | Puchar Intertoto          | 1R      | NSÍ Runavík         | 3–1 | 4–0    | 7–1         |
| 2004    | Puchar Intertoto          | 2R      | OGC Nice            | 1–0 | 1–1    | 2–1         |
| 2004    | Puchar Intertoto          | 3R      | FK Vėtra            | 4–0 | 1–1    | 5–1         |
| 2004    | Puchar Intertoto          | 1/2     | FC Schalke 04       | 1–3 | 0–3    | 1–6         |
| 2005/06 | Puchar UEFA               | 1Q      | Flora Tallinn       | 1–2 | 6–0    | 7–2         |
| 2005/06 | Puchar UEFA               | 2Q      | Tromsø IL           | 0–1 | 1–0    | 1–1, k: 2–3 |
| 2013/14 | Liga Europy               | PO      | AS Saint-Étienne    | 4–3 | 1–0    | 5–3         |
| 2013/14 | Liga Europy               | Grupa C | Red Bull Salzburg   | 1–2 | 0–3    | 2. miejsce  |
| 2013/14 | Liga Europy               | Grupa C | IF Elfsborg         | 1–0 | 2–1    | 2. miejsce  |
| 2013/14 | Liga Europy               | Grupa C | Standard Liège      | 2–1 | 2–1    | 2. miejsce  |
| 2013/14 | Liga Europy               | 1/16    | ACF Fiorentina      | 1–3 | 1–1    | 2–4         |
| 2014/15 | Liga Europy               | 2Q      | Kajrat Ałmaty       | 1–0 | 1–1    | 2–1         |
| 2014/15 | Liga Europy               | 3Q      | Ruch Chorzów        | 2–2 | 0–0    | 2–2, w.     |
| 2019/20 | Liga Europy               | 2Q      | Szachcior Soligorsk | 0–0 | 0–2    | 0–2         |

## Skład na sezon 2023/2024
Stan na 3 września 2023
| Nr | Poz. | Piłkarz                 |
| -- | ---- | ----------------------- |
| 1  | BR   | Lukas Jonsson (kapitan) |
| 2  | OB   | Jonas Mortensen         |
| 3  | OB   | Oliver Svendsen         |
| 4  | PO   | Tomas Bjørnebye         |
| 5  | OB   | Andreas Troelsen        |
| 6  | OB   | Jesper Lauridsen        |
| 7  | PO   | Bardhec Bytyqi          |
| 8  | PO   | Mads Larsen             |
| 9  | NA   | Elias Sørensen          |
| 10 | NA   | Mathias Jørgensen       |
| 11 | NA   | Emil Holten             |
| 12 | PO   | Andreas Lausen          |

| Nr | Poz. | Piłkarz                  |
| -- | ---- | ------------------------ |
| 14 | NA   | Oscar Obel-Hall          |
| 15 | OB   | Tobias Stagaard          |
| 16 | BR   | Daniel Gadegaard         |
| 17 | NA   | Steve Simpson            |
| 18 | PO   | Marcus Hansen            |
| 19 | PO   | Nicklas Strunck Jakobsen |
| 20 | PO   | Yacine Bourhane          |
| 21 | NA   | Leonel Montano           |
| 22 | OB   | Ísak Óli Ólafsson        |
| 25 | OB   | Malthe Kristensen        |
| 30 | OB   | Con Ouzounidis           |
| 34 | BR   | Emil Jørgensen           |

## Trenerzy klubu od 1961
Opracowano na podstawie:
| - Rudi Strittich (1961–62) - Arne Sørensen (1963–64) - Rudi Strittich (1965–67) - Richard Møller Nielsen (1967–69) - Ernst Netuka (1969) - Ludwig Weg (1970–71) - Peter Stubbe (1972) - Jens Jørgen Hansen & Carl Emil Christiansen (1972) - Egon Jensen (1973–76) - Rudi Strittich (1977–80) - Carl Emil Christiansen (1980) - Jürgen Wähling (1981–83) - Henrik Brandenborg (1984–86) - Allan Michaelsen (1987–88) - Jan Hansen (1988) - Allan Hebo Larsen (1989–90) - Jan Hansen (1990–93) - Ian Salter (1994) - Jørn Bach (1994–97) - Viggo Jensen (1997–02) - Ove Pedersen (1 lipca 2002 – 31 grudnia 2005) - Troels Bech (1 stycznia 2006 – 16 listopada 2008) | - Jess Thorup (17 listopada 2008 – 31 grudnia 2008) - Ove Pedersen (1 stycznia 2009 – 14 marca 2011) - Jess Thorup (14 marca 2011 – 30 maja 2013) - Niels Frederiksen (1 lipca 2013 – 10 sierpnia 2015) - Michael Mex Pedersen (tymcz.) (11 sierpnia 2015 – 20 października 2015) - Jonas Dal (20 października 2015 – 30 czerwca 2016) - Colin Todd (8 lipca 2016 – 5 grudnia 2016) - Lars Lungi Sørensen (5 grudnia 2016 – 19 czerwca 2017) - John Lammers (23 czerwca 2017 – 16 września 2019) - Claus Nørgaard (tymcz.) (16 września 2019 – 27 października 2019) - Lars Olsen (28 października 2019 – 9 czerwca 2020) - Troels Bech (9 czerwca 2020 – lipiec 2020) - Ólafur Kristjánsson (lipiec 2020 – 10 maja 2021) - Lars Vind (tymcz.) (11 maja 2021 – 30 maja 2021) - Peter Hyballa (31 maja 2021 – 11 sierpnia 2021) - Roland Vrabec (11 sierpnia 2021 – 9 marca 2022) - Rafael van der Vaart (tymcz.) (10 marca 2022 – 30 marca 2022) - Michael Kryger (30 marca 2022 – 20 kwietnia 2022) - Steffen Ernemann (20 kwietnia 2022 – 30 czerwca 2022) - Lars Vind (1 lipca 2022 – 22 marca 2023) - Lars Lungi Sørensen (23 marca 2023 – ) |